# 村上玄一
村上 玄一（むらかみ げんいち、1949年6月19日 - ）は、日本の作家、編集者。元日本大学芸術学部研究所教授。

## 来歴
宮崎県出身。宮崎市立住吉小・中学校、宮崎日大高校、日本大学芸術学部文芸学科卒。読売新聞社出版局図書編集部、「季刊フェミナ」「小説フェミナ」（学習研究社発行）副編集長、「小説王」（角川書店発行）副編集長、KSS出版書籍編集部編集長を経て、日大芸術学部教授。2021年退職。
編集者としては、おもに安岡章太郎、野坂昭如を担当。
小説は20代後半より、同人誌「公園」（伊藤桂一、駒田信二、林富士馬、眞鍋呉夫・主宰）、「ＭＡＧＭＡ」に参加、文芸誌「海燕」「浪曼派」などに発表。
[[[江古田文学賞]]選考委員。マスコミと文学を語る会会長、眞鍋呉夫記念連句会「後の月」世話人。文芸総合誌「ＭＡＧＭＡ」編集人。全日本浮き球野球首都圏リーグ「江古田むげん団」監督、令和3年より団長。文芸同人誌「朝」発行人。

## 著書
- 「ジュニアは戦争へ行った」創樹社 1989年5月
- 「マインド・コントロールに勝つ 現代を生き抜く最強の哲学」朝日ソノラマ 1995年12月
- 「サーカス」鏡書房　2000年5月
- 『優勝祈願 山本功児監督と千葉ロッテマリーンズ」廣済堂出版 2001年4月
- 「生き方の練習 短編小説集」創樹社 2001年8月
- 「死に方の実習　長編小説」創樹社 2001年8月
- 『記者クラブって何だ!?』同朋舎, 2001.11
- 「わかる 読ませる 小さな文章』幻冬舎 2006年2月
- 「世界と日本のキーワード 2つの「違い」がきちんと言えますか？」青春出版社・青春新書　2009年4月
- 「ニッポンの底力がわかる本」青春新書 2009年8月
- 「ZOOMに背を向けた大学教授  コロナ禍のオンライン授業」幻戯書房  2021年7月

### 共編著・監修
- 「愛しているから恋文 短い言葉にこめられた胸いっぱいの気持ち』中村三郎共編）ベストセラーズ ワニの本 1995年2月刊
- 「あなただけに愛ことば 彼へのラブ・メッセージ』中村三郎共編）廣済堂出版 1995年12月刊
- 「亡国の輩 昭和ヒトケタと団塊世代の責任を問う」野坂昭如共著 同朋舎/角川書店 2001年5月
- 「難解語辞典」（監修）大創出版　2004年11月刊
- 『すぐに書き出せる!手紙・はがき文例大百科』編 (実用best books) 日本文芸社, 2005.6
- 『誠意が伝わる!お詫び・断り・抗議・依頼の手紙の書き方』（編）日本文芸社 2006年6月
- 「お手紙ハンドブック」プチグラパブリッシング 編, 中川越,松田美穂子共監修.プチグラパブリッシング 2008年4月
- 『図解金融危機が60分でわかる本 この先が見えてくる絶対常識』（監修）青春出版社 2009年1月
- 「短い手紙、はがき＆メール実例集」（編）日東書院　2009年2月
- 「はがき絵　思いを伝える言葉365日」絵・菅田とも子）誠文堂新光社 2011年12月刊
- 「20世紀断層 野坂昭如単行本未収録小説集成」全5巻＋補巻（編著・巻末資料）幻戯書房　2010年
- 『MAGMA』佐藤光直共責任編集. ソフト商品開発研究所, 2016-18
- 『太宰治非戦小説集』幻戯書房,2025年6月